# Céline Buckens
Céline Buckens (Bruxelas, 9 de agosto de 1996) é uma atriz belga-britânica. Ela ficou conhecida pelo filme Cavalo de Guerra de 2011, e interpretou o papel de Mia MacDonald na série da Netflix Free Rein de 2017 a 2019.
Em 2021, interpretou Talitha Campbell na série de televisão dramática Showtrial da BBC. Por sua interpretação do papel, ela foi indicada ao BAFTA TV Award de Melhor Atriz Coadjuvante e ao Emmy Internacional de melhor atriz.

## Filmografia
| Ano           | Título                                | Personagem        | Nota(s)                                                                                         |
| ------------- | ------------------------------------- | ----------------- | ----------------------------------------------------------------------------------------------- |
| 2011          | War Horse                             | Émilie            |                                                                                                 |
| 2015          | The Rain Collector                    | Vanessa Kentworth | Curta-metragem                                                                                  |
| 2017          | Endeavour                             | Daisy Bennett     | 1 episódio                                                                                      |
| 2017–2019     | Free Rein                             | Mia MacDonald     |                                                                                                 |
| 2018          | Ne M'oublie Pas                       | Elsa              | Curta-metragem                                                                                  |
| 2018          | Free Rein: The 12 Neighs of Christmas | Mia MacDonald     |                                                                                                 |
| 2019          | Free Rein: Valentine's Day            | Mia MacDonald     |                                                                                                 |
| 2019          | The Good Liar                         | Annalise          |                                                                                                 |
| 2020–presente | Warrior                               | Sophie Mercer     |                                                                                                 |
| 2020          | Bridgerton                            | Kitty Langham     | Episódio: "Oceans Apart"                                                                        |
| 2021          | Showtrial                             | Talitha Campbell  | Indicada–BAFTA TV Award de Melhor Atriz Coadjuvante Indicada–Emmy Internacional de Melhor Atriz |